# 百慕達參議院
百慕達參議院（英語：Senate of Bermuda），是英國海外領土百慕達議會的上議院，共有11名議員，5年一任——5名由總理提名出任、3名由反對黨提名出任，另外3名由總督任命。三名百慕達總督任命的議員中，一位會擔任議長，另一位擔任副議長。
2008年參議院出現第一名女性議長卡羅爾·巴塞特，到2017年8月辭任。